# Главатичичи
Главатичичи (на сръбски: Главатичићи) е село в Черна гора, разположено в община Котор. Населението му според преброяването през 2011 г. е 67 души, от тях: 62 (92,53 %) сърби.

## Население
Численост на населението според преброяванията през годините:
- 1948 – 149 души
- 1953 – 129 души
- 1961 – 117 души
- 1971 – 117 души
- 1981 – 80 души
- 1991 – 33 души
- 2003 – 69 души
- 2011 – 67 души